# شوبرت گامبتا

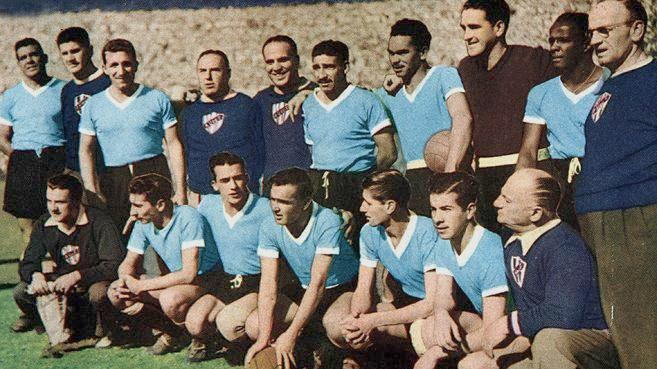
تیم فوتبال اروگوئه در سال ۱۹۵۰

شوبرت گامبتا (انگلیسی: Schubert Gambetta; ۱۴ آوریل ۱۹۲۰ – ۹ اوت ۱۹۹۱) بازیکن فوتبال اهل اروگوئه بود.
از باشگاه‌هایی که در آن بازی کرده‌است می‌توان به باشگاه فوتبال ناسیونال اروگوئه اشاره کرد. وی به‌همراه تیم ملی فوتبال اروگوئه به قهرمانی جام جهانی فوتبال ۱۹۵۰ دست پیدا کرده‌است.